# 姚高员
姚高员（1968年8月—），男，汉族，浙江慈溪人，浙江师范大学政教系政教专业毕业，浙江省委党校研究生学历。1990年8月参加工作，1993年12月加入中国共产党。曾任温州市人民政府市长、浙江省经济和信息化厅厅长等职务，现任中共杭州市委副书记、杭州市人民政府市长。

## 经历
从浙江师范大学毕业后，长期于嘉兴市工作。2008年7月，任嘉兴市对外贸易经济合作局局长。2009年11月，任中共嘉善县委副书记、县长。2011年11月，任中共嘉善县委书记。
2015年5月，任中共温州市委常委、组织部部长。2017年3月3日，当选为中共温州市委副书记、政法委书记。2018年2月，升任温州市人民政府副市长、代市长。同年3月，正式当选为温州市人民政府市长。
2021年12月，转任浙江省经济和信息化厅党组书记，2022年1月任厅长。
2022年11月，任中共杭州市委副书记、杭州市人民政府代市长。同年12月29日，姚高员当选为杭州市人民政府市长。